# Barrio el Salto
Barrio el Salto är en ort i Mexiko.   Den ligger i kommunen Villa de Allende och delstaten Mexiko, i den sydöstra delen av landet, 100 km väster om huvudstaden Mexico City. Barrio el Salto ligger 2 608 meter över havet och antalet invånare är 365.
Terrängen runt Barrio el Salto är kuperad söderut, men norrut är den platt. Runt Barrio el Salto är det ganska tätbefolkat, med 124 invånare per kvadratkilometer. Närmaste större samhälle är Amanalco de Becerra, 15,1 km söder om Barrio el Salto. I omgivningarna runt Barrio el Salto växer huvudsakligen savannskog.